# Надеждино (Аургазинский район)
Надеждино (баш. Надеждин) — деревня в Аургазинском районе Республики Башкортостан Российской Федерации. Входит в состав Уршакского сельсовета. 

## География

### Географическое положение
Расстояние до:
- районного центра (Толбазы): 35 км,
- центра сельсовета (Староабсалямово): 19 км,
- ближайшей ж/д станции (Давлеканово): 40 км.

## Население
| 2002 | 2009 | 2010 |
| ---- | ---- | ---- |
| 68   | ↘50  | ↘42  |

Согласно переписи 2002 года, преобладающая национальность — татары (52 %).